# Oscar Creighton
Oscar Creighton, all'anagrafe Oscar Merrit Wheelock (Danvers, 10 giugno 1877 – Ciudad Juárez, 15 aprile 1911), è stato un avventuriero statunitense.

## Primi anni
Nato a Danvers, vicino a Boston, apparteneva ad una famiglia aristocratica. Era figlio di Joseph Robbins Wheelock e Juliette Childs Dearing. Durante l'infanzia si trasferì a Somerville, dove dopo le scuole di base frequentò anche l'università, senza tuttavia terminare gli studi.
Nel giugno 1904 si sposò con Frances Gertrude Gateley, e la coppia continuò a vivere a Somerville, dove lui lavorava come contabile e agente di borsa. Il 26 giugno 1909 lei morì per una forma cronica di tubercolosi, senza che i due avessero avuto figli. Questo tragico evento segnò la svolta nella vita di Oscar.

## Fuorilegge
Nel gennaio 1910 fu accusato di aver rubato 9200 dollari alla Massachusetts Bonding and Insurance Company dove lavorava e scappò nel Montana dove sposò Miss O'Malley, ma continuò la sua pratica di appropriazione indebita dai suoi datori di lavoro e fu accusato anche di rapina a diverse banche, tanto che scappò nuovamente a San Francisco perché era stato emesso un mandato di cattura nazionale contro di lui.

## La rivoluzione
Senza la moglie e per lasciarsi il passato alle spalle, cambiato il suo nome in Oscar Creighton, decise di passare in Messico nel gennaio 1911, dove era da poco scoppiata la rivoluzione maderista, attirato dalle possibilità offerte dalla rivoluzione di ricominciare da capo e fare fortuna, ma anche dall'atmosfera avventurosa e quasi romantica che ammantava la rivoluzione messicana (almeno per come era presentata agli inizi dalla stampa USA).
Erano molti infatti gli statunitensi che aderirono alla causa messicana, disoccupati, banditi, avventurieri, idealisti, pistoleri nostalgici del vecchio Far West oramai tramontato, sia per spirito altruista e sentimenti di libertà (aiutare i poveri messicani a rovesciare il Porfiriato), sia per la speranza di arricchirsi e accaparrarsi fortune e posti di comando. Al primo scontro importante della rivoluzione a Casas Grandes, tra i rivoltosi unitisi intorno a Francisco Madero (appena rientrato proprio dagli Usa dove era in esilio) e i federali, su 500 rivoluzionari, almeno 80 erano statunitensi.
Cominciò a combattere nello stato del Chiuahua, dove avvennero gli avvenimenti salienti dell'insurrezione e dove erano presenti le personalità di spicco che saranno protagonista per tutto il corso della rivoluzione (Pancho Villa, Pascual Orozco, i fratelli Madero, Peppino Garibaldi, ecc.) venendo a conoscenza con molti di loro. Nel marzo del 1911 lo stesso Madero gli ordinò (essendo noto il suo coraggio ed esperto di esplosivi) di creare uno squadrone d'assalto con altri suoi connazionali, cosa che fece, costituendo lo Squadrone di Guastatori d'assalto, diventando presto un mito tra i rivoluzionari.

## Dynamite Devil
Essendo straniero, dopo i primi scontri, quando si diede un'organizzazione militare ai rivoltosi, il suo Squadrone venne inquadrato sotto il comando di Peppino Garibaldi, unico straniero a ricevere un comando importante (venne nominato colonnello) e al cui comando si formò la Legione Straniera della rivoluzione, dove si unirono quasi tutti i volontari stranieri che combattevano in Messico.
Tuttavia mantenne un'alta autonomia di manovra e combattimento: lui era il comandante del suo "Squadrone", formato da 40 esploratori/guastatori tutti stranieri, e i suoi più stretti collaboratori erano: Jack R. Rapide (conosciuto da tutti come Tiro rapido), Crum O. Turner e John M. Madison.
Si muovevano a cavallo, in avanscoperta o nelle retrovie, con armamento leggero, senza carriaggi e salmerie, effettuando scorrerie veloci, tornando rapidamente ai campi base, effettuando ricognizioni, esplorazioni, infiltrazioni oltre le linee nemiche con un solo scopo: sabotare con l'esplosivo il supporto logistico dei federali. A colpi di dinamite vennero fatti saltare 250 miglia di ferrovie, e poi ponti, depositi d'acqua e di viveri, stazioni, collegamenti telegrafici, posti di blocco e quant'altro fosse utile ai combattenti federali.
Dopo 2 mesi di operato fu soprannominato e conosciuto da tutti come Dynamite king o Dynamite Devil, aveva raggiunto il grado di capitano e i federali misero una taglia di 5000 dollari sulla sua testa.

## La morte

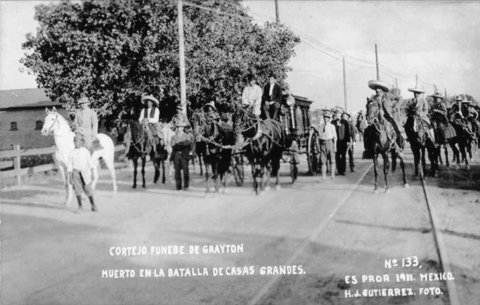
Funerali di Oscar Creighton

La battaglia saliente della prima parte della rivoluzione fu l'assedio di Ciudad Juárez. Era la piazzaforte federale più importante sul confine con gli USA e li si erano ritirati i federali, visto che i rivoluzionari controllavano le campagne ma non erano ancora in grado di espugnare città. Venne messa sotto assedio ad aprile dai maderisti, e anche gli uomini di Creighton parteciparono alle operazioni di conquista. Proprio durante una di queste, il 15 aprile 1911, le linee rivoluzionarie furono attaccate alle spalle da una sortita di 250 federali e lui insieme a pochi ufficiali cercò di fermarne l'avanzata per proteggere i compagni, rimanendo ucciso negli scontri.
Il funerale ufficiale venne celebrato a Ciudad Juárez dopo che fu liberata (10 maggio 1911), poi il corpo venne consegnato alla moglie, venuta in Messico appena ricevuta notizia della morte.
La sua morte eroica ne avevano fatto un mito agli occhi dei combattenti e come tale voleva essere ricordato da Francisco Madero, anche per motivi di propaganda. Venne assegnata una pensione di 200 pesos alla moglie, unica straniera a riceverla, e Madero voleva accompagnare la salma di Oscar a Somerville per tributargli un funerale solenne ma, per via del suo passato criminale, il governo Usa lo proibì.
Nel mese di giugno 1911 la salma venne consegnata alla madre e venne seppellita a Somerville.
Nel 1951 il governo messicano gli conferì la Legión de Honor alla memoria.

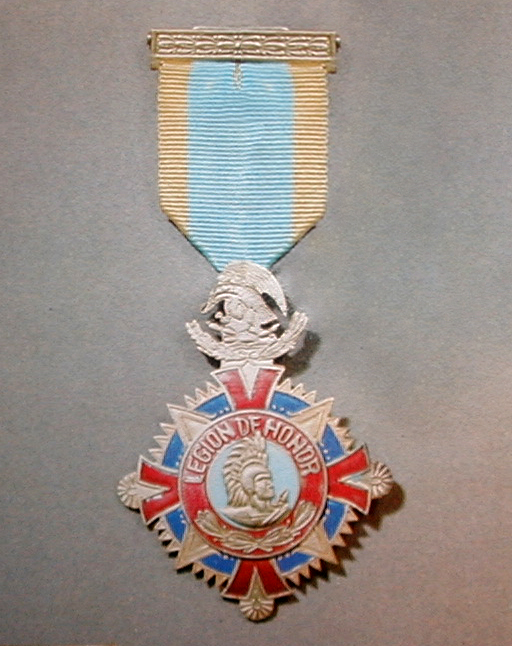
Legion de Honor di Oscar Creighton